# Notre-Dame-de-Lorette (Québec)
Notre-Dame-de-Lorette è un comune del Canada, situato nella provincia del Québec, nella regione di Saguenay-Lac-Saint-Jean.